# Пастра
Пастра е село в Западна България. То се намира в община Рила, област Кюстендил.

## География
Село Пастра се намира в полите на планината Рила, в нейната югозападна част.
Разположено е по поречието на Рилска река от двете страни на пътя за Рилски манастир. Селото се намира на 12 километра от манастира и на 8 километра от град Рила. Отстои на около 120 километра от София.
Селото е с площ от 39.948 кадратни километра. Средна надморска височина в района е 803 метра.

## История
Най-ранното сведение за селото датира от края на XIV век. Тогава то е споменато в Рилската грамота на цар Иван Шишман от 1378 г. под името Пъстра и е придадено във владение на манастира.

## Население
Численост и дял на етническите групи според преброяването на населението през 2011 г.:
|                     | Численост | Дял (в %) |
| Общо                | 232       | 100,00    |
| Българи             | 166       | 71,55     |
| Турци               | 0         | 0,00      |
| Цигани              | 0         | 0,00      |
| Други               | 0         | 0,00      |
| Не се самоопределят | 0         | 0,00      |
| Неотговорили        | 65        | 28,01     |

## Културни и природни забележителности
Читалище „Св. Йоан Рилски“ се намира в началото на селото по пътя за Рилския мантастир. Църква „Св. Харалампи“ е в края на селото. В околностите се намират ВЕЦ „Пастра“ и „Каменица“. На около 16 км. от селото по пътя за ВЕЦ „Каменица“ е язовир „Калин“, следват „Карагьол“ и хижа „Иван Вазов“.
В края на селото се намира каскада от водопади, носещи името „Дяволски води“. Те представляват поредица от падове с височина между 5 и 15 метра, а водите се вливат в река Рилска. Непосредствено срещу склона с водопадите е изградено едноименно ханче.

## Инфраструктура
В землището на Пастра се намират язовирите „Малък Калин“ и „Калин“, ПАВЕЦ „Калин“, ВЕЦ „Камница“ и ВЕЦ „Пастра“, част от Каскада „Рила“.

## Образование
В ”История на град Станке Димитров (Дупница) и покрайнината му" с автор Асен Хр. Меджидиев е посочено, че в с. Пастра е открито училище през 1890 година. По спомени на хора от селото през 1902 – 1903 година се открива училище в частна къща на село Пастра.
През 1912 година се построява училище срещу „Гатера“ в долната махала. Там се намира читалище „Св. Йоан Рилски“
През 1966 година е дадено разрешение да се изгради училище, което е построено на доброволни начала /безплатно/ от хората от селото. На 2 юли 1990 г. е открита детска градина, която престава да съществува след решение от 13 декември 1999 г. на общинския съвет в Рила.

## Други
Край селото има дом за душевно болни, построен през 1920 г. и чиито условия са определени като „отвратителни и крайно неприемливи“ в два последователни доклада на мисии на Съда по правата на човека в Страсбург през 2003 г. и 2004 година. Край селото вече няма дом за душевно болни. Преместен е в гр. Рила.
Ледник Пастра на остров Тринити в Антарктика е наречен на село Пастра.

## Редовни събития
- Всяка година на Илинден или в първата събота след празника се организира общоселски събор – курбан, посветен на Св. Илия.